# Memorando de Vogler
O Memorando de Vogler (título original: "A Practical Guide to The Hero With a Thousand Faces" (Um Guia Prático para o Herói de Mil Faces)) é um memorando corporativo de sete páginas escrito por Christopher Vogler para esclarecer roteiristas de Hollywood sobre a obra do antropólogo Joseph Campbell. Mais tarde, Vogler desenvolveu o trabalho e publicou o livro "The Writer's Journey: Mythic Structure For Writers" (1998).

## História
Christopher Vogler trabalhava para os estúdios de Walt Disney no final dos anos 1980, uma década que foi particularmente mau para a empresa. Os longas-metragens de animação The Fox and the Hound (1983), The Black Cauldron (1985),
The Great Mouse Detective (1986) e Oliver! (1988) tinham sido fracassos de bilheteria e marketing, sem repetir sucessos anteriores como Bambi e Dumbo.
Como forma de compensar esta situação, as diferentes equipes de criação da Disney foram encarregadas de desenvolver inovações que ajudassem a devolver aos estúdios o sucesso de público. Vogler, que estudara Cinema na mesma faculdade de George Lucas e, assim como o cineasta, era admirador das ideias de Joseph Campbell, montou uma lista de erros a serem evitados e propôs a adoção de fórmulas de estrutura narrativa que remetessem ao monomito, ou à ideia básica do "ciclo do herói". que comporia a estrutura de fundo a toda mitologia humana. Citando Campbell, Vogler argumentava que isto aumentaria o apelo comercial dos desenhos, produzindo histórias de compreensão e empatia universal. Assim, o funcionário Vogler escreveu e fez circular o texto de 7 páginas A Practical Guide to The Hero With a Thousand Faces , enquanto trabalhava para a Disney. O texto, no qual Vogler se propõe a fazer um "guia prático" para divulgação entre os 'iniciados' apresentava as ideias de Campbell adaptadas a uma possível estrutura narrativa.  Muitos anos depois o texto foi reescrito no livro "The Writer's Journey".
O livro e o memorando foram inspirados no trabalho de Joseph Campbell sobre o monomito, que em si é uma análise estruturalista de mitos de diferentes culturas, imbuída de crítica à repetição industrial de fórmulas sem o conhecimento de como utilizá-las. Campbell insiste em que as histórias ao apresentar informações sobre o processo de viver a vida, alimentam o espírito humano criativo; desmistifica narrativas sagradas como instrumentos inacessíveis e convida o leitor a perceber o humano e suas manifestações em todas as culturas.
A primeira edição, intitulada "The Writer's Journey: Mythic Structure for Storytellers and Screenwriters" ("A Jornada do Escritor: Estrutura Mítica para Contistas e Roteiristas) foi publicada em 1992. Vogler revisou o livro para o segundo lançamento em 1998 e mudou o título para  "The Writer's Journey: Mythic Structure For Writers".  Sempre mantendo presente que seu livro serviria para indicar o processo de transformação da percepção do herói, suas fases e um mapa de encontros mágicos com outros personagens numa 'jornada' para obter 'o elixir', cura de todos os males da tribo de origem do herói, a família.

## Paradigma Disney
Pesquisas posteriores identificaram a presença de uma estrutura paradigmática nos 10 longas-metragens de animação a traço (ou seja, excluindo-se os de computação gráfica, como Toy Story) da Walt Disney Pictures produzidos entre 1989 e 1998 — considerado como a "retomada" dos estúdios após os insucessos dos anos 1980. O fato é que a observação do modo de contar as diferentes histórias desses filmes permite a identificação de uma fórmula narrativa comum a todos as produções desse período, batizada por Aguiar (2002) como "Paradigma Disney" de estrutura narrativa.
"O Paradigma Disney está constituído por duas esferas de elementos: as CLASSES DE ACTANTES e as FUNÇÕES NARRATIVAS (ou ETAPAS). As oito classes de personagens (actantes) que são possíveis de identificar, listadas a seguir, são apenas aquelas que se encontram presentes em todos os filmes Disney de 1989-1999, e que cumprem as mesmas funções em todos eles. Outros personagens menores aparecem nas tramas sem que se possam encaixar nestas oito, e há ainda outras classes que poderiam entrar na lista, mas que não ocorrem em alguns dos filmes. Por fim, as definições devem ser genéricas o suficiente para abrigar as distintas histórias que os roteiristas adaptam. São as seguintes CLASSES:
- PROTAGONISTA
- ANTAGONISTA
- PAR DO(A) PROTAGONISTA
- AMIGO(s) DO PROTAGONISTA
- LACAIO ou AJUDANTE(s) DO ANTAGONISTA
- MASCOTE(s)
- AUTORIDADE MORAL
- PERSONAGEM COLETIVO

Os actantes de diferentes classes dos filmes Disney têm em comum o fato de todos convergirem em seus objetivos, seguindo a teoria do conflito.  Os personagens têm objetivos claramente apresentados, e suas ações são motivadas por compromissos (explícitos ou implícitos) de troca. Nenhuma ação é injustificada. Todas são originadas de premissas, que cada um carrega consigo desde a primeira aparição na história.  Remanescente dos jogos e das brincadeiras lúdicas como o xadrez, se acredita que os filmes também devem evocar um senso de responsabilidade no espectador-iniciante.
Por sua vez, os personagens seguem as etapas ou FUNÇÕES NARRATIVAS a seguir:
1. Abertura: apresentação do contexto (espaço-tempo); origens do Protagonista e seu mundo; prólogo para a trama: o Status Quo do mundo é pré-colocado.
2. O Antagonista aparece pela primeira vez e expõe claramente, para o público, o seu objetivo. Não há nada velado nem dissimulado nessa exposição. A apresentação do Status Quo do mundo é concluída.
3. O Protagonista é exibido em trecho do seu cotidiano, e as dificuldades que enfrenta (aqui, o Protagonista já demonstra sinais de cansaço, bem no início).
4. A pretexto dessas dificuldades, o Protagonista expõe o seu desejo de mudança, derivado de uma sensação de inconformidade com seu mundo. Sente-se deslocado.
5. Imediatamente em seguida, aparece o elemento ou ocorre a circunstância que o fará tomar o rumo da mudança. Não por acaso, o Protagonista torna-se um empecilho entre o Antagonista e seu objetivo.
6. Primeiro contato Protagonista x Antagonista. Mesmo que involuntariamente, o Antagonista empurra o Protagonista para seu objetivo; faz com que ele fique mais próximo do seu novo mundo/desejo/Par.
7. É aí que o Protagonista encontra seu Amigo/Ajudante, e com ele sela o compromisso de chegarem ao objetivo.
8. Primeira vitória parcial do Protagonista: ganha respeito/fama/poder de seu mundo e entra em contato com seu Par.
9. O Ápice do Protagonista: momento romântico e/ou de aceitação social.
10. Reviravolta do Antagonista: ele agora toma a disputa como pessoal, e parte para a “guerra de eliminação” que, não por acaso, também facilitará/permitirá o alcance do seu objetivo. É nesse momento que o Antagonista passa a “precisar” eliminar o Protagonista. O Antagonista só conhece soluções drásticas.
11. O mundo/comunidade do Protagonista é agora ameaçado/tomado/manipulado pelo Antagonista. A “massa” está à sua mercê.
12. O Antagonista afasta o Protagonista, ou confina-o em algum lugar que o neutralize.
13. O Protagonista, agora rebaixado, tem que dar a volta por cima, nas seguintes condições:
  1. está sujeito às regras impostas pelo Antagonista, que está em posição superior;
  2. conta com a ajuda (geralmente inesperada e esforçada) do Amigo e dos Mascotes;
  3. as armas e valores que pode utilizar são aquelas que aprendeu no seu processo anterior de amadurecimento;
  4. provando ao seu Par, à Autoridade e à Massa (comunidade) o seu valor e mérito.

14. Confronto final Protagonista x Antagonista; e sub-confronto Amigo x Lacaio; o Lacaio é geralmente poupado no final. NOTA: O Antagonista nunca morre: ele desaparece (abismo, sombra etc.).
15. Epílogo e novo Status Quo: o Protagonista em melhor situação, encontra seu mundo e ganha seu Par.

De fato, os 10 longas-metragens produzidos pelos estúdios Disney entre 1989 (A Pequena Sereia) e 1998 (Mulan) seguem a mesma estrutura narrativa paradigmática, como pode ser verificado na análise feita sobre "O Paradigma Disney". Em todos eles, com ligeiras adaptações, o protagonista é uma pessoa excluída de seu meio social (como Aladdin em Agrabah e Hércules entre os gregos) que sonha com uma vida distinta (o que é representado em canções como "Part of Your World", "Where I Belong" e "Belle (reprise)"). O protagonista é sempre selecionado pelo vilão como instrumento ou "isca" para atingir seu objetivo (como Úrsula, Jafar e Scar fazem com Ariel, Aladdin e Simba) mas, ao contrariá-lo, acaba se tornando seu pior inimigo. Casualmente, ele encontra um companheiro de jornada (que também funciona como comic relief) e também um par romântico. Em determinado momento, o vilão obtém uma reviravolta e submete o herói, que consegue se desvencilhar com a ajuda do companheiro e enfrenta o vilão no confronto final. No final, necessariamente, o herói vence e conquista o par romântico (como Eric, Jasmine e Nala, respectivamente).

"São estes os passos que a trama de um filme Disney de 1989 a 1999 seguirá. A regularidade da estrutura pode às vezes ser espantosa. Até mesmo em termos de cronometragem: do primeiro fotograma do filme até o final da Abertura, são 6min24s em “O Corcunda de Notre-Dame”; 6min12s em “Aladdin”; 7min32s em “A Bela e a Fera” e 5min30s em “Pocahontas”. Até o fim da canção na qual o Protagonista expressa seu desejo de mudar de vida, são respectivamente, para estes mesmos filmes: 16min24s, 11min51s, 20min e 15min6s. É possível tirar uma média e encontrar a duração exata de cada etapa ou função narrativa no Paradigma."
Sean Weitner, em artigo na revista eletrônica Flak, ironizou a fórmula Disney dos filmes recentes, resumindo-a no seguinte texto-base a ser preenchido:
Ë
“(_PROTAGONISTA_), que é voluntarioso(a) e ingênuo(a), foi criado(a) sem mãe e é um(a) (_DEFINIÇÃO_) (_ADJETIVO1_) e (_ADJETIVO2_), e por isso é visto(a) como inferior pelo resto de sua comunidade. Ele(a) entra em contacto com (_GRUPO SUPERIOR_), dos quais um é seu objeto de afeição, (_PAR_), e outro é o vilão, (_ANTAGONISTA_), que é motivado por cobiça e orgulho. (_PROTAGONISTA_), egged on por um (_AMIGO_), um (_MASCOTE_) e uma musiquinha animada, quer [win favor] aos olhos tanto de sua comunidade quanto dos (_GRUPO SUPERIOR_), e portanto precisa amadurecer e se assimilar a eles. Ele(a) consegue se superar e amadurece, mas fica tão acomodado(a) no novo ambiente que (_ANTAGONISTA_) acaba conseguindo (_O DANO PROVOCADO_) e ameaça toda a (_COMUNIDADE ORIGINAL_). Usando as lições de seu amaturecimento, (_PROTAGONISTA_) deixa de lado os frutos da inclusão social para combater o mal. Com uma ajuda nada pequena dos (_AMIGO E MASCOTE_)/(_COMUNIDADE ORIGINAL_), que acabaram se dando conta que o amadurecimento de (_PROTAGONISTA_) foi em resposta à sua incapacidade de (_O DEFEITO DELES_), (_ANTAGONISTA_) é derrotado(a). (_PROTAGONISTA_) se eleva a uma posição de respeito e poder em relação a sua comunidade original, e ele(a) termina junto com (_PAR_).”

Esta não deixa de ser uma versão mais concisa (e sarcástica) do Paradigma Disney, mas ignora a questão de a estrutura narrativa não ter sido criada apenas dentro da Walt Disney Pictures a partir do memorando de Vogler. Historicamente, é fruto de um processo de confluência de diversas técnicas de construção da narrativa, como demonstraram Vladimir Propp e A. J. Greimas, que por sua vez é inserido nas particularidades da cultura de narração de histórias, tanto ocidental quanto oriental. Dentro do universo cinematográfico e dos roteiristas (assim como no teatro, no e até no ritual religioso), narração e história são produto de uma construção narrativa. Assim como a estrutura observada por Syd Field, o paradigma narrativo dessa produtora foi resultado de décadas de aprendizagem, experiências e inovações de linguagem. É possível encontrar traços da gênese dessa estrutura em filmes como “Branca de Neve”, “A Gata Borralheira” e “Mogli”. Mas é apenas a última década do século XX que vê o paradigma pronto e consolidado
disponibilizado para produtores independentes externos ao esquema das grandes majors de distribuição.
Como sucesso obtido pelos desenhos animados que buscaram aplicar o Paradigma Disney, a empresa alterou também sua estratégia de marketing para as produções seguintes, atualizando e reaplicando as técnicas comercias de produtos inventada com Star Wars de George Lucas.
Junto aos filmes, passou-se a fazer a exploração comercial na forma de produtos de valor agregado, como brinquedos, discos com a trilha sonora, material de papelaria, roupas, acessórios e toda sorte de licenças de uso com fins comerciais. Antes de 1989, por exemplo, não haviam sido lançados fora dos EUA bonecos articulados de “Aristogatas” ou “A Espada era a Lei”, nem discos com a trilha sonora de “Bernardo e Bianca” ou “O Caldeirão Mágico” - porque o licenciamento de produtos precisa de empresários locais no exterior para continuar, como franchising.
A partir de “A Pequena Sereia”, a nova função do filme Disney é a criação de valor agregado para os produtos da indústria. E esse novo modelo fabril da empresa não seria possível sem a criação de uma estrutura narrativa fixa que facilitasse a produção contínua de longas-metragens, o que evidencia o papel do Paradigma Disney.

## A aplicação da "fórmula" de Vogler
"Laranja Mecânica" é um filme de 1971 do diretor americano Stanley Kubrick.
	O enredo que Kubrick constrói, baseado no romance homônimo de Anthony Burgess, assemelha-se muito com a “planta” de Vogler.

## A jornada
A trama de “Laranja Mecânica” revolve ao redor de Alexander DeLarge, o arquétipo de herói, que passa pelas etapas estabelecidas por Vogler até ser presenteado com a recompensa final.

### O Mundo comum
Ao longo dos primeiros minutos de filme assistimos a Alex e seus druguis cometendo atos criminosos: eles roubam, brigam, dirigem perigosamente e espancam desconhecidos puramente por diversão. Dentre suas vítimas está um escritor, o qual Alex encontraria mais tarde na trama. Testemunhamos também a paixão do herói pela música clássica, sobretudo pela obra de Beethoven, que lhe propicia júbilo quase sexual.
		Esse início ajuda o espectador a se situar no mundo do protagonista e criar empatia pelo herói, independentemente do comportamento doentio de Alex.

### Chamado à aventura
Na obra de Campbell, a etapa do Chamado envolve um acontecimento que obriga o herói a abandonar sua vida cotidiana. No caso de “Laranja Mecânica”, isso ocorre quando o protagonista é traído por seu bando, capturado pela polícia e sentenciado a quatorze anos de prisão pela morte de uma de suas vítimas. Para Vogler, Campbell e Propp, o nó que se forma nessa altura das tramas servirá como base para o desenrolar do restante das histórias.

### Encontro com o mentor
A partir do momento em que é preso, Alex pensa apenas em se tornar livre novamente. Após dois anos de cárcere, ele descobre que pode atingir seu objetivo antes do término de sua sentença, caso se submeta a um tratamento experimental chamado Método Ludovico. Para Propp, essa etapa constitui a “designação da prova”, isto é, o herói toma ciência do que tem que fazer para alcançar sua meta.
		O objetivo do tratamento é impedir que Alex aja de maneira violenta novamente; Alex, no entanto, não demonstra grande vontade de mudar e aceita o tratamento por ver uma saída fácil da prisão.

### Travessia do primeiro limiar
O tratamento de Alex consiste de ser injetado com medicamentos e assistir a filmes de natureza violenta, que mostram cenas de guerra, espancamentos, estupros; cenas que chocariam uma pessoa comum. Os filmes são acompanhados de peças da música clássica, como a Nona Sinfonia de Beethoveen. Tão querida pelo protagonista, desde o início do tratamento a obra, bem como qualquer ato de violência, passa a lhe causar paralisia, náusea e dor. De acordo com Propp, esse é a marca do herói (estigma), aquilo que sinaliza sua heroicidade.

### Testes, aliados e inimigos
Antes de alcançar seu objetivo, o protagonista ainda tem que passar por testes e provações, que irão colaborar com desenvolvimento de uma maior tensão na trama. No caso da Alexander, a primeira provação envolve ser exibido como cobaia do Método Ludovico, sendo espancado e humilhado diante de um plateia, que vibra com a eficácia do tratamento.
		O herói é libertado em seguida, mas descobre que seu desejo de liberdade fora inútil: é deixado para fora de casa, sofre com as sequelas das sessões de cinema e ainda apanha de uma de suas antigas vítimas, bem como de seus ex-comparsas, incapaz de reagir por conta do tratamento.

### Aproximação da Caverna Oculta
Após ser abandonado pelos ex-companheiros, Alex encontra refúgio numa casa, que logo descobre ser do escritor que uma vez vitimara. A ansiedade cresce a cada momento com a expectativa de que o herói seja reconhecido como agressor.

### Prova suprema
Alex é drogado pelo escritor (que passa de vítima a vilão), e após ser reconhecido é trancafiado numa sala e obrigado a escutar a Nona de Beethoven. Excruciado pela dor, o protagonista opta pelo suicídio ao se jogar pela janela.

### Recompensa
O herói sobrevive a tentativa de suicídio. Na última cena, Alex descobre que o escritor fora preso e ainda ganha recompensas do governo, cuja popularidade andava baixa  devido ao emprego do Método Ludovico. Essa caracteriza respectivamente o “Castigo” (punição dos responsáveis) e o “Casamento” (pacto de aliança solucionando conflitos), ambos descritos por Propp.

## O título
O título do livro foi influenciado por inúmeras fontes. A primeira delas é o texto de Campbell "The Hero With a Thousand Faces" (O Herói de Mil Faces). Mais tarde, nos anos 1980, dois documentários introduziram a expressão "Jornada do Herói" (The Hero's Journey) na cultura de massas: o primeiro, lançado em 1987, foi The Hero's Journey: The World of Joseph Campbell ("A Jornada do Herói: Joseph Campbell sobre sua vida e obra"). O segundo foi a série de entrevistas de Bill Moyer com o antropólogo, lançada em 1988 como o documentário e livro "The Power of Myth" (O Poder do Mito).